# Teoria automatów
Teoria automatów – dziedzina informatyki zajmująca się badaniem automatów, czyli modeli maszyn liczących.
Podstawowym modelem rozważanym w teorii automatów jest automat skończony (automat Moore’a) w różnych wersjach oraz jego rozszerzenia: maszyna RAM, maszyna Turinga, maszyna wskaźnikowa i inne. Istnieje związek teorii automatów z teorią języków formalnych i gramatyk formalnych.